# Talpa caeca
Talpa caeca (Кріт сліпий) — комахоїдний ссавець роду кротів родини кротових (Talpidae).

## Поширення
Країни поширення: Боснія і Герцеговина, Франція, Греція, Італія, Північна Македонія, Монако, Чорногорія, Сан-Марино, Сербія, Швейцарія. Зустрічається від рівня моря до 2000 м, хоча частіше зустрічається вище 1000 м. Населяє листяні ліси, луки і пасовища в горбистих або гірських районах. Вимагає глибокого, не надто сухого ґрунту.

## Морфологія
Менший за Talpa europaea.  Голова і тіло довжиною 95-140 мм, довжина хвоста 20-43 мм, довжина задньої ступні 15-18 мм, вага 29-120 гр. Очі покриті мембраною. Хутро чорне. Писок довший і вужчий ніж у інших, симпатричних видів.

## Поведінка
Раціон, ймовірно, аналогічний Talpa europaea, а саме, ґрунтові безхребетні, особливо дощові хробаки. Симпатричними видом є Talpa europaea, частково симпатричними є Talpa romana та Talpa stankovici.